# Turniej o Brązowy Kask 2015
Turniej o Brązowy Kask 2015 – 39. edycja turnieju, corocznie organizowanego przez PZMot. Rozegrano dwa półfinały oraz finał, który odbył się 4 lipca 2015 roku w Rawiczu oraz zwyciężył Maksym Drabik.

## Wyniki
- Rawicz, 4 lipca 2015
- Sędzia: Remigiusz Substyk

| Msc. | Zawodnik            | Klub         | Pkt  |                 |  |
| ---- | ------------------- | ------------ | ---- | --------------- |  |
| 1    | Maksym Drabik       | Wrocław      | 14+3 | (3,2,3,3,3)     |  |
| 2    | Kacper Woryna       | Rybnik       | 14+2 | (2,3,3,3,3)     |  |
| 3    | Damian Dróżdż       | Wrocław      | 11+3 | (3,0,3,2,3)     |  |
| 4    | Kamil Wieczorek     | Rybnik       | 11+2 | (2,3,3,2,1)     |  |
| 5    | Alex Zgardziński    | Zielona Góra | 10   | (3,2,2,2,1)     |  |
| 6    | Krystian Rempała    | Rzeszów      | 10   | (2,3,2,1,2)     |  |
| 7    | Rafał Karczmarz     | Gorzów Wlkp. | 9    | (2,1,1,3,2)     |  |
| 8    | Patryk Beśko        | Gdańsk       | 7    | (3,1,0,d,3)     |  |
| 9    | Daniel Kaczmarek    | Leszno       | 7    | (1,1,2,1,2)     |  |
| 10   | Dawid Wawrzyniak    | Gniezno      | 6    | (0,2,1,3,0)     |  |
| 11   | Patryk Rolnicki     | Tarnów       | 6    | (0,0,2,2,2)     |  |
| 12   | Mateusz Burzyński   | Zielona Góra | 4    | (3,d,0,0,1)     |  |
| 13   | Robert Chmiel       | Rybnik       | 4    | (1,w,1,1,1)     |  |
| 14   | Dawid Krzyżanowski  | Toruń        | 3    | (1,2,wsu,w2,ns) |  |
| 15   | Mateusz Danielewicz | Grudziądz    | 1    | (0,0,1,0,u)     |  |
| 16   | Arkadiusz Potoniec  | Zielona Góra | 1    | (1,u/-)         |  |
| 17   | Michał Piosicki     | Gniezno      | 0    | (0,u,,,ns)      |  |
| 18   | Bartosz Smektała    | Leszno       |      | (qns)           |  |

Bieg po biegu
1. Zgardziński, Rempała, Chmiel, Rolnicki
2. Beśko, Karczmarz, Potoniec, Danielewicz
3. Drabik, Wieczorek, Kaczmarek, Piosicki
4. Dróżdż, Woryna, Krzyżanowski, Wawrzyniak
5. Rempała, Wawrzyniak, Kaczmarek, Danielewicz
6. Wieczorek, Zgardziński, Karczmarz, Dróżdż
7. Burzyński, Krzyżanowski, Piosicki (u1), Potoniec (u/ns), Chmiel (w/u)
8. Woryna, Drabik, Beśko, Rolnicki
9. Woryna, Rempała, Karczmarz, Burzyński (d)
10. Drabik, Zgardziński, Danielewicz, Krzyżanowski (w/su)
11. Dróżdż, Kaczmarek, Chmiel, Beśko
12. Wieczorek, Rolnicki, Wawrzyniak, Burzyński
13. Drabik, Dróżdż, Rempała, Burzyński
14. Wawrzyniak, Zgardziński, Burzyński, Beśko (d/st)
15. Woryna, Wieczorek, Chmiel, Danielewicz
16. Karczmarz, Rolnicki, Kaczmarek, Krzyżanowski (w/2min)
17. Beśko, Rempała, Wieczorek
18. Woryna, Kaczmarek, Zgardziński
19. Drabik, Karczmarz, Chmiel, Wawrzyniak
20. Dróżdż, Rolnicki, Danielewicz (u)

Bieg dodatkowy o zwycięstwo
1. Drabik, Woryna

Bieg dodatkowy o 3. miejsce
1. Dróżdż, Wieczorek